# Sainte-Eulalie-de-Cernon
Sainte-Eulalie-de-Cernon é uma comuna francesa na região administrativa de Occitânia, no departamento de Aveyron. Estende-se por uma área de 46,35 km². Em 2010 a comuna tinha 286 habitantes (densidade: 6,2 hab./km²).